# Gregorio Calvi di Bergolo
Pour les articles homonymes, voir Calvi di Bergolo, Calvi (homonymie) et Bergolo (homonymie).
Erasto Gregorio Gherardo Luigi Maria Camillo Ottavio Calvi di Bergolo dit Gregorio Calvi di Bergolo, né à Turin le 18 juillet 1904 et mort dans la même ville en novembre 1995, est un peintre italien.

## Biographie
Élève de Federico Beltrán Masses, il prend part à l'exposition internationale de Bordeaux en 1925 où il est récompensé et, entre autres, au Salon d'automne de 1928. 
On lui doit essentiellement des portraits dont Mme Simonotti, Mlle de Linçay, Mme Agnelli et L'Italienne.